# Skalka (Cheb)
Skalka (deutsch Stein) ist eine Siedlung der Stadt Cheb (Eger) im Okres Cheb (Bezirk Cheb) in der Tschechischen Republik.

## Lage

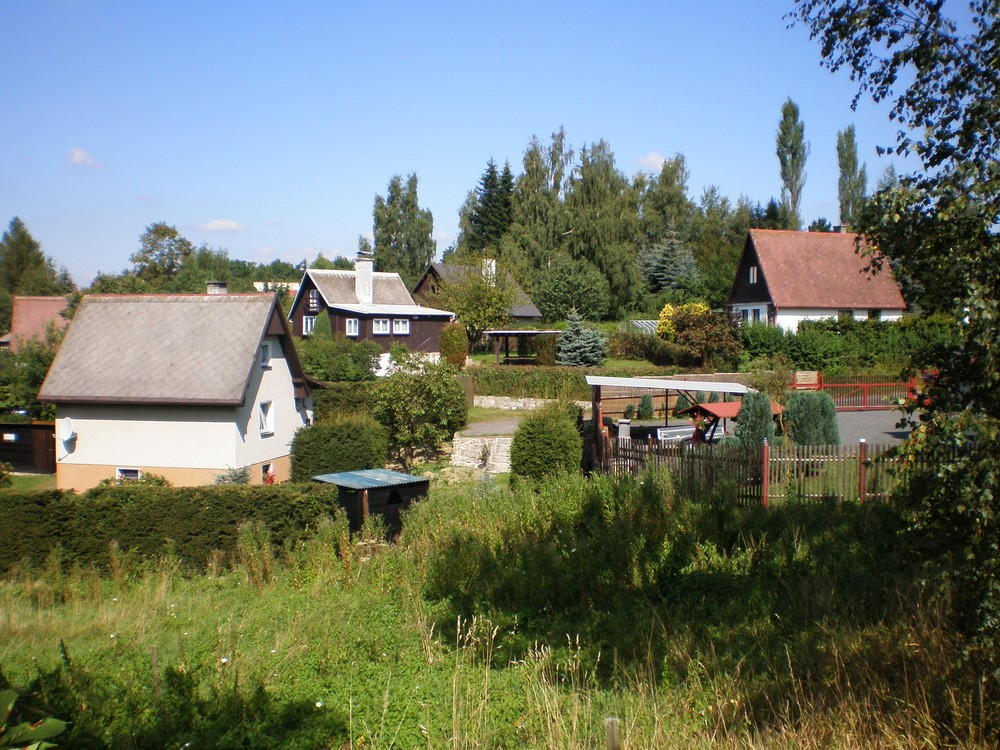
Blick in die Ortslage

Der Ort im Egerland liegt 4 km nordwestlich von Cheb und 6 km von der bayerisch-böhmischen Grenze entfernt. Nördlich der Ortslage führt eine Straße von Eger nach Schirnding und Arzberg in Oberfranken. Noch zwischen Skalka und der Grenze liegt die Talsperre Skalka, die die aufgestaute Eger darstellt, die sich südlich des Ortes befindet. Der Ort liegt auf rund 463 m. Der Katasterbezirk mit einer Fläche von 266 ha heißt offiziell Skalka u Chebu.

## Geschichte
Stein wurde erstmals 1299 schriftlich erwähnt. Aufgrund der Nähe zu Eger ergibt sich eine lange Verwaltungszugehörigkeit dorthin, bspw. zum Gerichtsbezirk Eger in der Tschechoslowakei. 2011 lebten im Ort 144 Personen.
| Jahr      | 1869 | 1880 | 1890 | 1900 | 1910 | 1921 | 1930 | 1950 | 1961 | 1970 | 1980 | 1991 | 2001 | 2011 |
| --------- | ---- | ---- | ---- | ---- | ---- | ---- | ---- | ---- | ---- | ---- | ---- | ---- | ---- | ---- |
| Einwohner | 180  | 127  | 136  | 145  | 145  | 136  | 133  | 31   | 20   | 30   | 21   | 18   | 14   | 144  |
| Häuser    | 21   | 21   | 21   | 21   | 19   | 19   | 19   | 17   | -    | 9    | 6    | 6    | 6    | 37   |

## Belege
1. 1 2  https://www.czso.cz/documents/10180/20537734/130084150411.pdf/
2. ↑  STATISTICKÝ LEXIKON OBCÍ ČESKÉ REPUBLIKY 2013 Podle správního rozdělení k 1.1. 2013 a výsledků sčítání lidu, domů a bytů k 26. březnu 2011 Zpracoval Český statistický úřad ve spolupráci s Ministerstvem vnitra ČR. 1. Januar 2013, S. 265, abgerufen am 19. März 2024 (tschechisch).